# Bruine borstelvogel
De bruine borstelvogel (Dasyornis brachypterus) is een zangvogel uit de familie Dasyornithidae. Het is een bedreigde endemische zangvogel in Australië.

## Kenmerken
De vogel is 18 tot 22 cm lang. Het is een forse, grijsbruine zangvogel. Het mannetje is iets groter dan het vrouwtje,maar ze lijken verder sterk op elkaar. De vogels zijn van boven donker, kaneelkleurig bruin en van onder wat lichter grijsbruin met een vage schubvormige tekening. De staart is vrij lang met bruine onderstaartdekveren. De vleugels zijn relatief kort en rond; het is een vogel die verborgen leeft in lage vegetatie en zelden over lange afstanden vliegt.

## Verspreiding en leefgebied
Deze soort is endemisch in Australië en telt twee ondersoorten:
- D. b. monoides: in het zuidoosten van Queensland en noordoosten van New South Wales
- D. b. brachypterus:  in oostelijk New South Wales en oostelijk Victoria

Het leefgebied van de noordelijke ondersoort bestaat uit open bosgebied met veel grote pollen gras in de buurt van regenwoud. De nominaat komt meer voor in heide-achtige vegetatie en scrubland, maar ook wel in half open bosgebieden.

## Status
De bruine borstelvogel heeft een zeer beperkt verspreidingsgebied en daardoor is de kans op uitsterven aanwezig. De grootte van de noordelijke populatie werd in 2021 geschat op 1800 volwassen individuen. De populatie-aantallen nemen af. De manier waarop de vegetatie wordt beheerd met afbranden is de voornaamste oorzaak van de achteruitgang. Traditioneel werd het leefgebied in stand gehouden door het kleinschalig en met grote tussenpauzen afbranden van de vegetatie. Nu treden binnen het leefgebied vaker en grotere branden op die het leefgebied totaal vernietigen.Om deze redenen staat deze soort als bedreigd op de Rode Lijst van de IUCN.